# India Eisley
India Eisley (Los Angeles, 29 de outubro de 1993) é uma atriz norte-americana. Ela é mais conhecida pelo seus papéis de Eve no filme Underworld: Awakening, Sawa em Kite, e Audrina Adare em Sweet Audrina.

## Biografia
India Eisley é filha da atriz britânica Olivia Hussey e do cantor e ator David Glen Eisley  e neta do ator Anthony Eisley.

## Carreira
India e Olivia Hussey aparecem juntas no filme Headspace. India é conhecida por atuar em The Secret Life of the American Teenager (2008 - 2013) como Ashley Juergens, onde faz de irmã mais nova da personagem principal.
Em 2012, no filme Underworld: Awakening atuou ao lado de Kate Beckinsale e Theo James.
Já em 2014, atuou ao lado de Samuel L. Jackson na adaptação de Kite, onde interpreta Sawa.

## Filmografia

### Cinema
| Ano  | Título                       | Papel                         |
| ---- | ---------------------------- | ----------------------------- |
| 2005 | Headspace                    | Martha                        |
| 2012 | Underworld: Awakening        | Eve                           |
| 2014 | Kite                         | Sawa                          |
| 2014 | Sitter Cam                   | Heather                       |
| 2015 | Social Suicide               | Julia                         |
| 2016 | The Curse of Sleeping Beauty | Briar Rose/ A Bela Adormecida |
| 2016 | AmeriGeddon                  | Penny                         |
| 2017 | Adolescence                  | Alice                         |
| 2017 | Altar Rock                   |                               |
| 2017 | Look Away                    | Maria / Airam                 |
| 2017 | Clinical                     |                               |
| 2019 | I am the night               | Fauna Hodel                   |
|      | One Week in Hollywood        | Ember (possível)              |

### Televisão
| Ano       | Título                                   | Papel                          | Notas              |
| --------- | ---------------------------------------- | ------------------------------ | ------------------ |
| 2003      | Mother Teresa of Calcutta                | Garota inglesa (não creditado) | Filme de televisão |
| 2008-2013 | The Secret Life of the American Teenager | Ashley Juergens                |                    |
| 2016      | My Sweet Audrina                         | Audrina Adare                  | Filme de televisão |